# Koga Mineichi

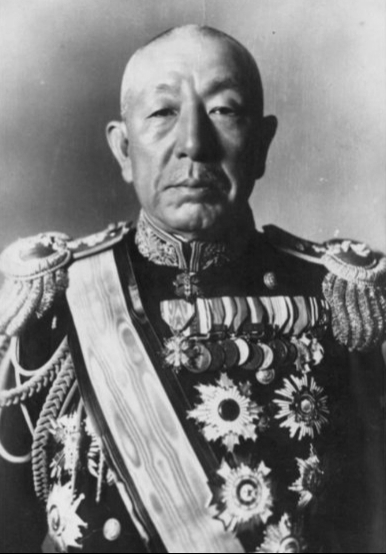
Koga Mineichi vor 1945

Koga Mineichi (jap. 古賀 峯一; * 25. September 1885 im Nishimatsuura-gun, Präfektur Saga, Japan; † 31. März 1944 im Pazifik) war ein japanischer Großadmiral (Gensui) und Kommandeur der Kombinierten Flotte (聯合艦隊, Rengō Kantai) im Zweiten Weltkrieg.

## Leben
1906 schloss er die Marineakademie ab und diente danach auf verschiedenen Kreuzern und Schlachtschiffen. Nach dem Besuch der Marinehochschule wurde er dem Marinegeneralstab zugeteilt und diente in den 1920ern als Lehrer an der Marinehochschule sowie als Marineattaché in Frankreich. In letzterer Funktion nahm er auch an der Genfer Konferenz 1927 teil. Anfang der 1930er Jahre kommandierte er zeitweilig den Schweren Kreuzer Aoba und das Schlachtschiff Ise, bevor er, zum Konteradmiral (Kaigun-Shōshō) befördert, verschiedene Abteilungen des Marinegeneralstabs leitete. Nach weiteren Posten als Kommandeur eines Kreuzergeschwaders und der Ausbildungsflotte folgte 1937 seine Ernennung zum Vizechef des Marinegeneralstabs.
Koga befehligte ab 1939 die 2. Flotte, kurz vor dem Kriegsausbruch übernahm er die China-Regionalflotte. Er erhielt zahlreiche Auszeichnungen und war im November 1943 auf dem Cover der Time. 1942 übernahm er den Marinedistrikt Yokosuka. Nach dem Tod von Großadmiral Yamamoto Isoroku am 18. April 1943 bei der alliierten Operation Vengeance wurde er dessen Nachfolger als Befehlshaber der Vereinigten Flotte.
Obwohl Kogas Hintergrund eher im Bereich der Schlachtschiffe lag, unternahm er einige Reformen zur Verbesserung der Effektivität der Trägerflotte und der Marineluftwaffe. Nachdem er seinen Plan einer Gegenoffensive in den Aleuten im Jahr 1943 aufgeben musste, verlegte er sich auf eine defensive Strategie, die die Hauptkräfte der Flotte für den erwarteten Entscheidungskampf um die Philippinen konservieren sollte. Am 12. Mai 1944 erhielt er das Ritterkreuz des Eisernen Kreuzes mit Eichenlaub.
Er starb, als sein Flugzeug beim Rückzug von den Palauinseln während eines Taifuns auf dem Weg nach Davao abstürzte. Seine Grabstätte befindet sich auf dem Friedhof Tama in Fuchū (Präfektur Tokio). Posthum erfolgte die Beförderung zum Großadmiral (Gensui). Sein Nachfolger wurde Admiral Toyoda Soemu.